# Combat 18
Combat 18(C18)とは、ネオナチの組織である。この組織・運動はイギリスを起源とし、アメリカ国内の運動と連携し、他の国にも広がりつつある。Combat 18のメンバーは、多数の移民、非白人、そして他のC18のメンバーの殺害に関与していると疑われている。18という名前は、アドルフ・ヒトラーのイニシャルが由来となっている。(アルファベットで1番目にA、8番目にHが来ることからである。)
「血と名誉(Blood & Honour)」という組織と関連し、「指導者なき抵抗」という原則に基づいた戦略をCombat 18のマニュフェストに採用、言及したことは、The Turner Diariesに基づいている。
イギリスでは、Combat 18のメンバーになることは、イギリス警察から禁止されている。

## 歴史

### 設立
Combat 18は、1992年初めに設立された。設立者には、チャーリー・サージェントとハロルド・コビントンが含まれていた。C18はすぐに、移民、少数民族、及び左翼に対する暴力で、国民的関心を浴びた。1992年、政敵の氏名や住所、写真などを含んだRedwatchという雑誌の出版を始めた。Combat 18は、暴力に専念し、選挙政治に敵意を向けていた。

### ドイツにおける禁止令
2020年1月23日、ドイツ政府は combat 18 の分派である Combat 18 Germany に対して禁止令を出し施行した。